# Cahersiveen
Cahersiveen (en gaèlic irlandès: Cathair Saidhbhín, "petita fortalesa de pedra d'en Sadhbh"), també escrit Cahirciveen, és un poble costaner del comtat de Kerry, a la República d'Irlanda. Segons el cens de la Central Statistics Office d'Irlanda del 2016, la població tenia 1.041 habitants.

## Geografia
Cahersiveen es troba als peus del turó de Bentee, de 376 metres d'alçada, i al curs baix del riu Ferta. És el principal assentament de la península d'Iveragh, prop de l'illa de Valentia, i està connectat a la xarxa viària irlandesa per la carretera N70 .

## Història
Cahersiveen va ser on es van disparar els primers trets de l'alçament fenià, l'any 1867, una de les revoltes que va viure l'illa d'Irlanda arran de l'ocupació anglesa.

## Ferrocarril
Cahersiveen va disposar, de 1893 a 1960, d'una estació de ferrocarril, part de l'anomenat Great Southern and Western Railway.

## Llocs d'interès

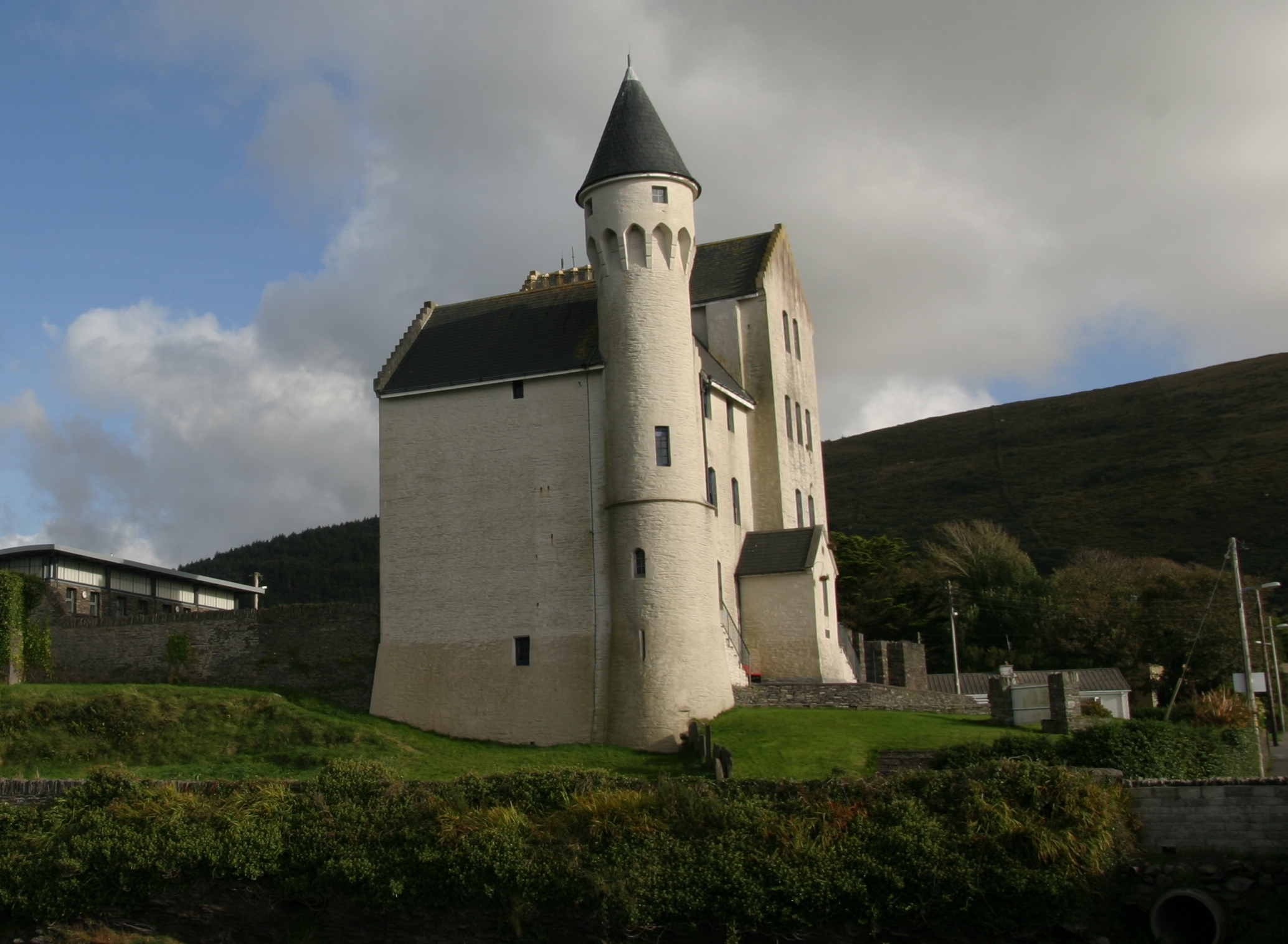
Casernes de la Royal Irish Constabulary a Cahersiveen

L'església catòlica del poble és l'única d'Irlanda que porta el nom d'un laic, Daniel O'Connell.
La caserna abandonada de la Royal Irish Constabulary, datada de la dècada dels anys 1870 i que ara és un centre patrimonial, es va construir amb l'estil característic "Schloss" sota les ordres del seu arquitecte, Enoch Trevor Owen. Sovint s'afirma que s'ha construït erròniament a partir dels plans d'una caserna britànica a l'Índia, un mite comú que s'escolta a moltes ciutats de guarnició irlandeses.
Els forts de pedra de Cahergall i Leacanabuaile es troben a prop l'un de l'altre a poca distància del centre del poble.
Les ruïnes del castell de Ballycarbery troben a prop de Cahergall i Leacanabuaile.

## Educació
L'escola primària de la ciutat, Scoil Saidbhín, va obrir el setembre de 2015. Es tracta d'una fusió de Scoil Mhuire, una escola primària de nois i St Joseph's Convent, una escola primària de noies. Hi ha quatre escoles de primària a la parròquia de Cahersiveen, incloses les de l'interior de la ciutat: Aghatubrid National School, Coars National School i Foilmore National School. Aghatubrid es va establir el 1964 i a el 2019 tenia uns 75 estudiants.
Coláiste Na Sceilge és l'escola secundària mixta de la ciutat. Hi assisteixen més de 530 alumnes de tota la península d'Iveragh.
An t-Aonad Lán-Ghaeilge és el Gaelscoil local: una escola d'immersió en irlandès per a estudiants de 1r a 3r.
Cada estiu té lloc al poble l'escola d'estiu d'anglès Asana, en la que desenes d'estudiants d'arreu conviuen amb la població autòctona per millorar el seu nivell de la llengua durant unes setmanes, alhora que realitzen activitats de tot tipus a la zona. Moltes són les famílies del poble que col·laboren amb l'escola d'estiu, allotjant els estudiants a casa seva. Entre els estudiants de l'escola destaquen els catalans i els italians per la quantitat de joves d'aquests països que hi assisteixen.

## Galeria

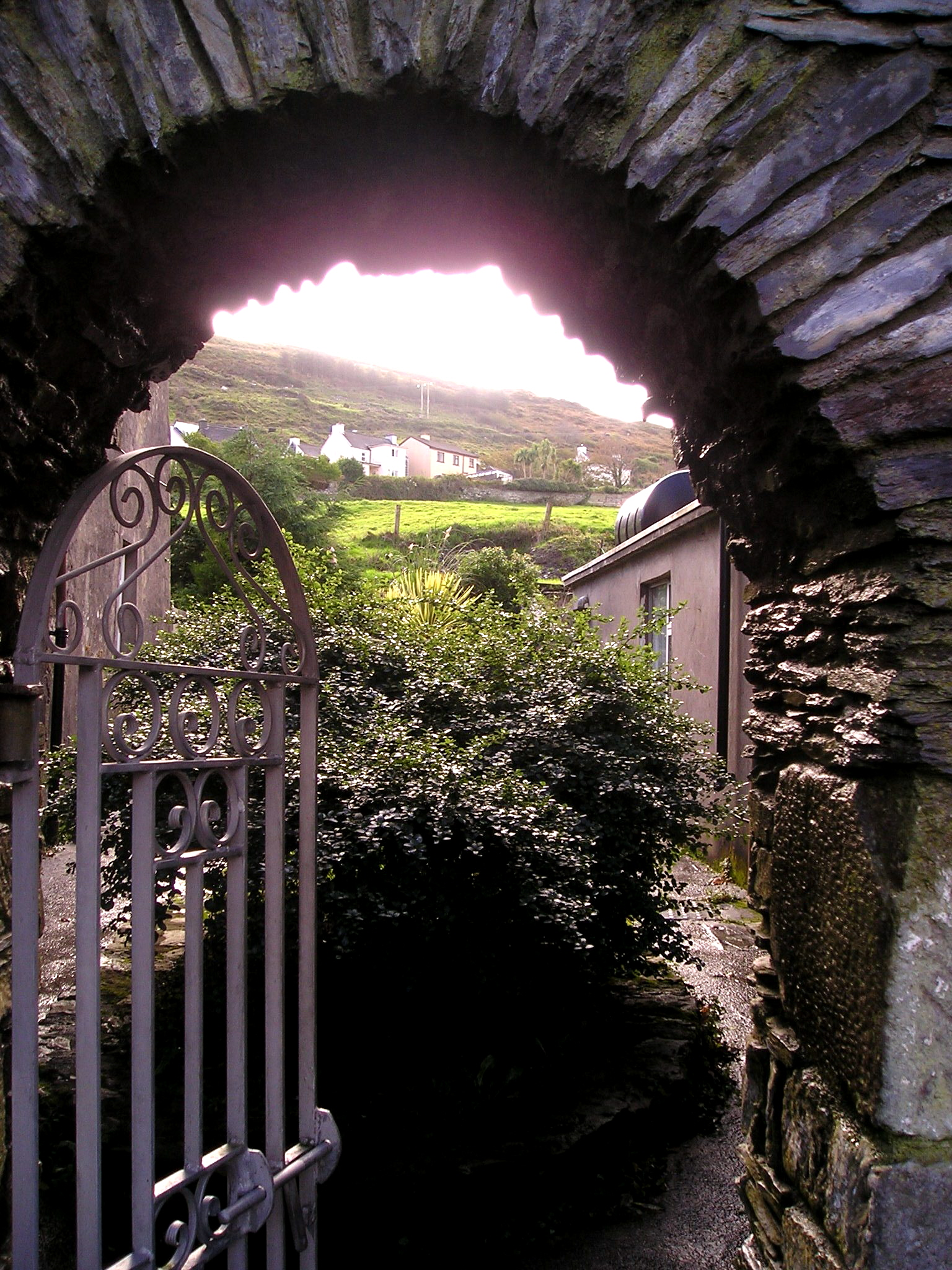
Porta del Pou Sant a New Street
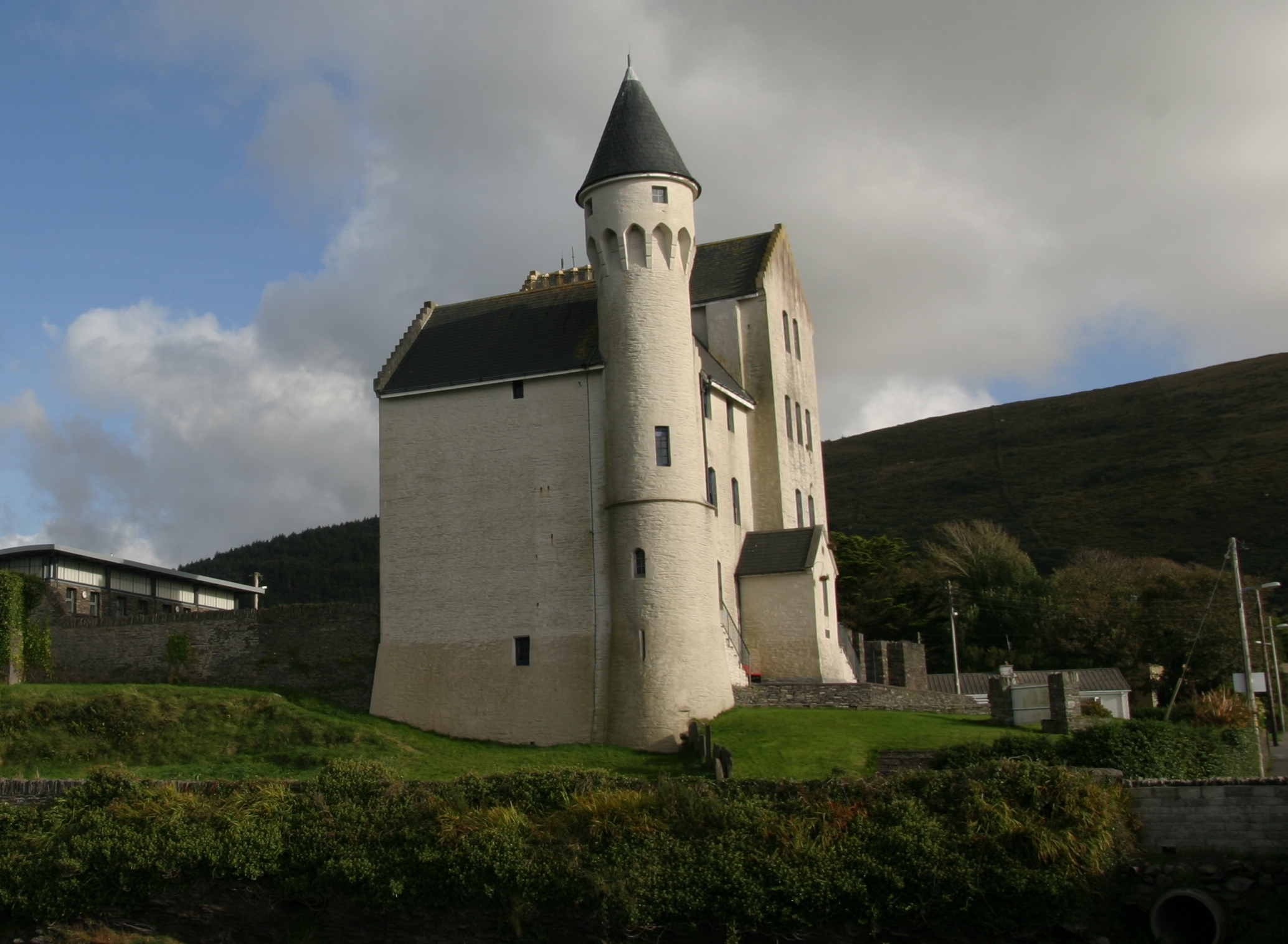
Barracks de Cahersiveen
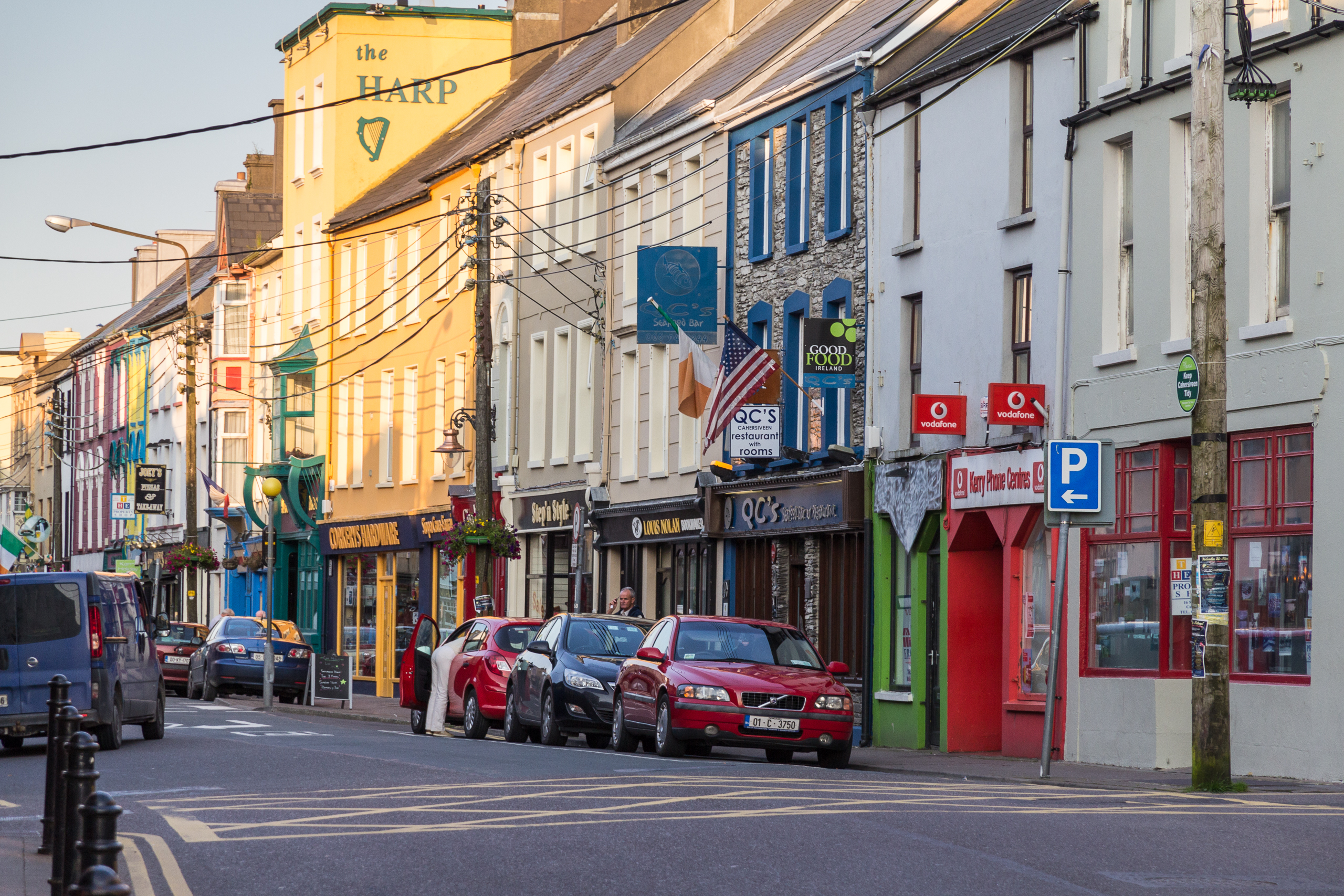
Carrer principal
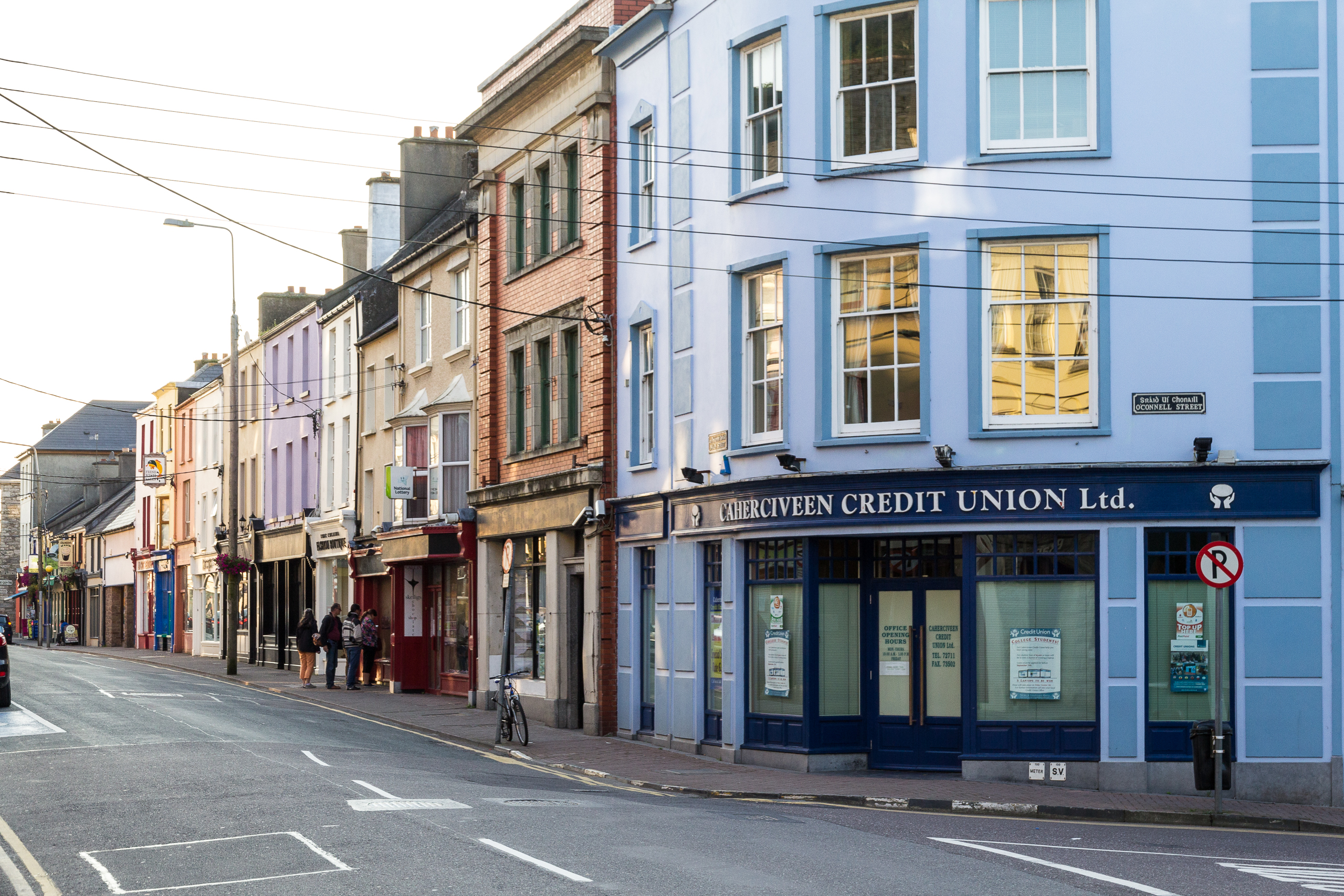
Cantonada entre Main Street i O'Connell Street
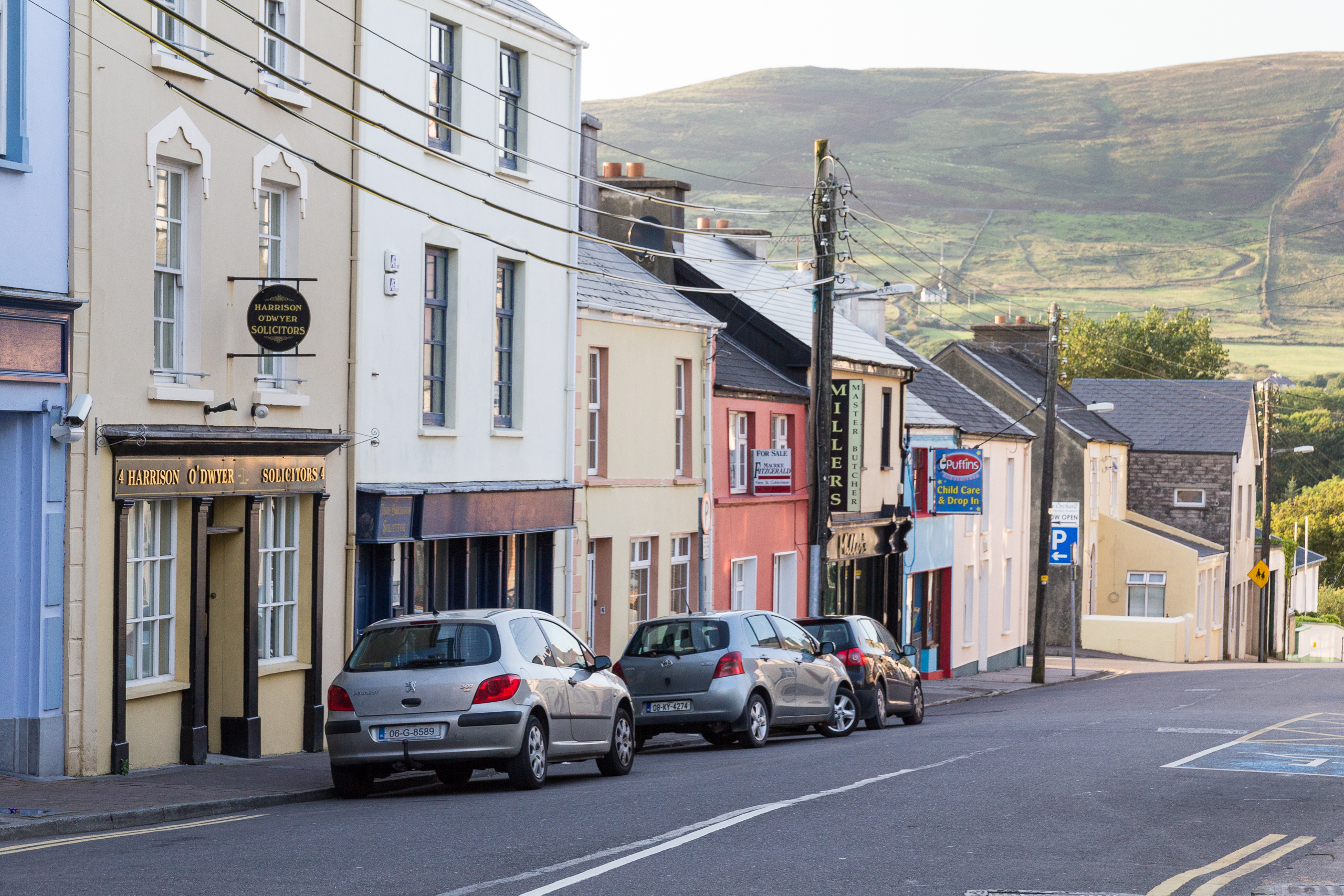
Carrer O'Connell
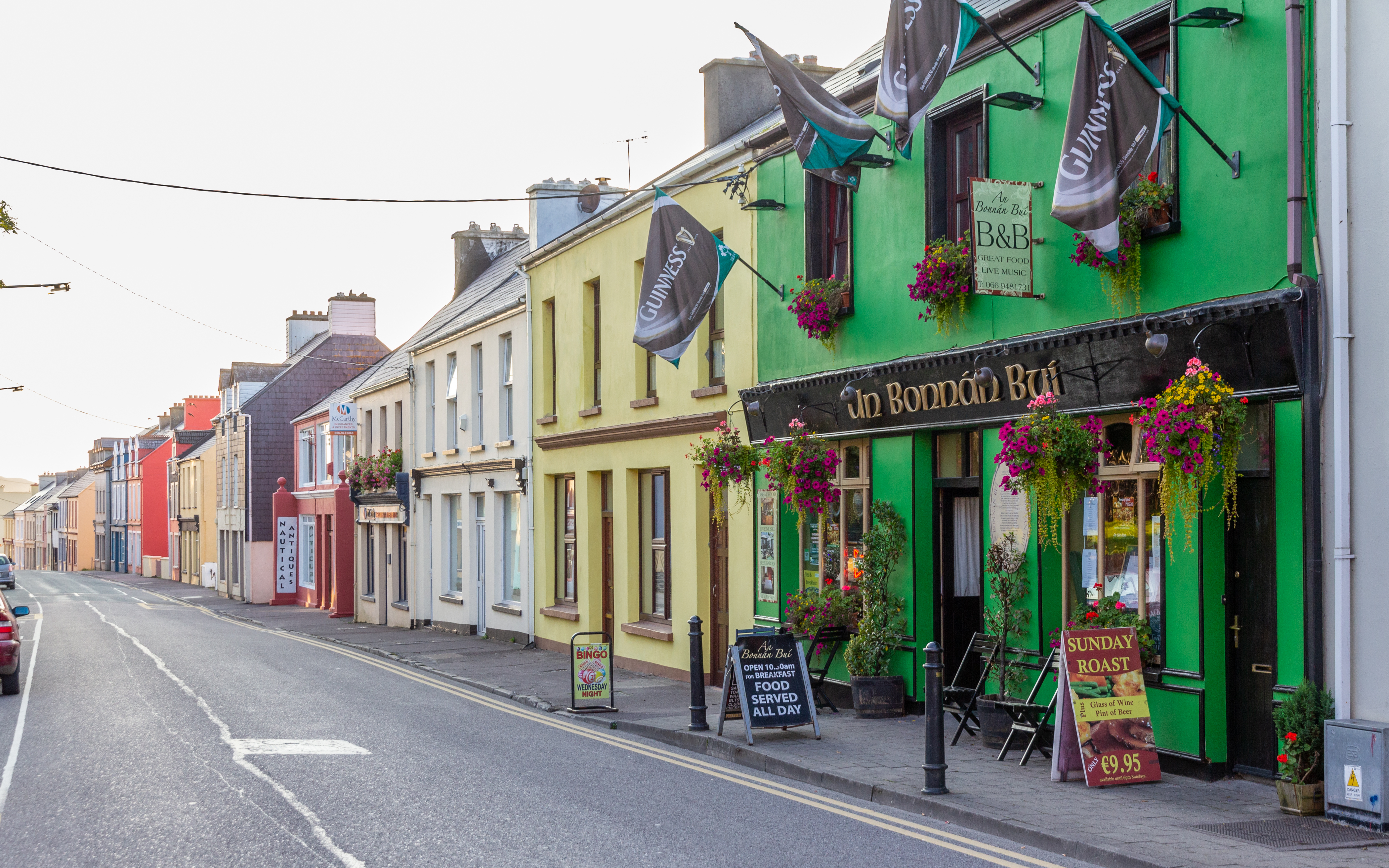
Carrer West Main